# Bisj

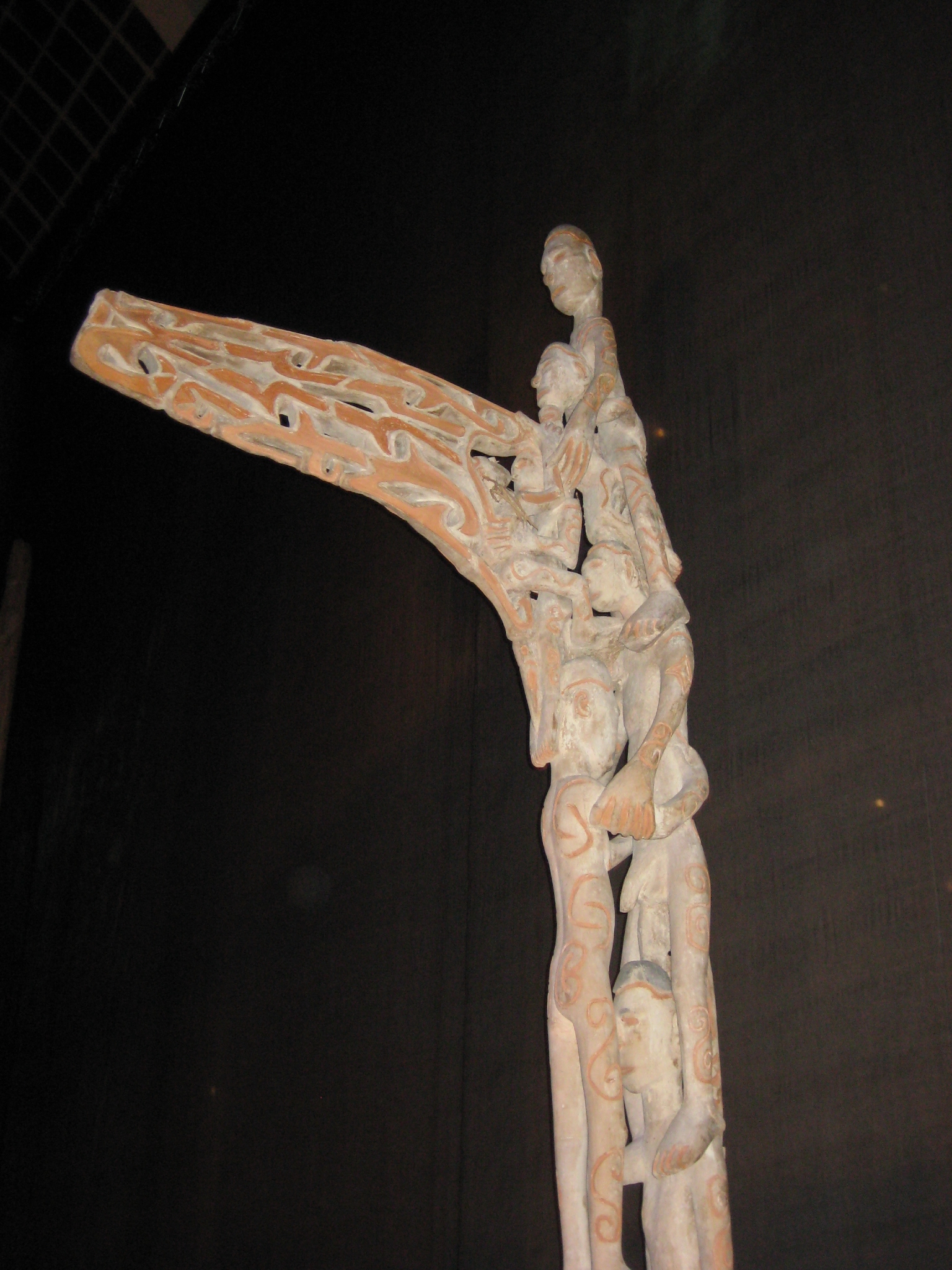
Poste Bisj; detalle.

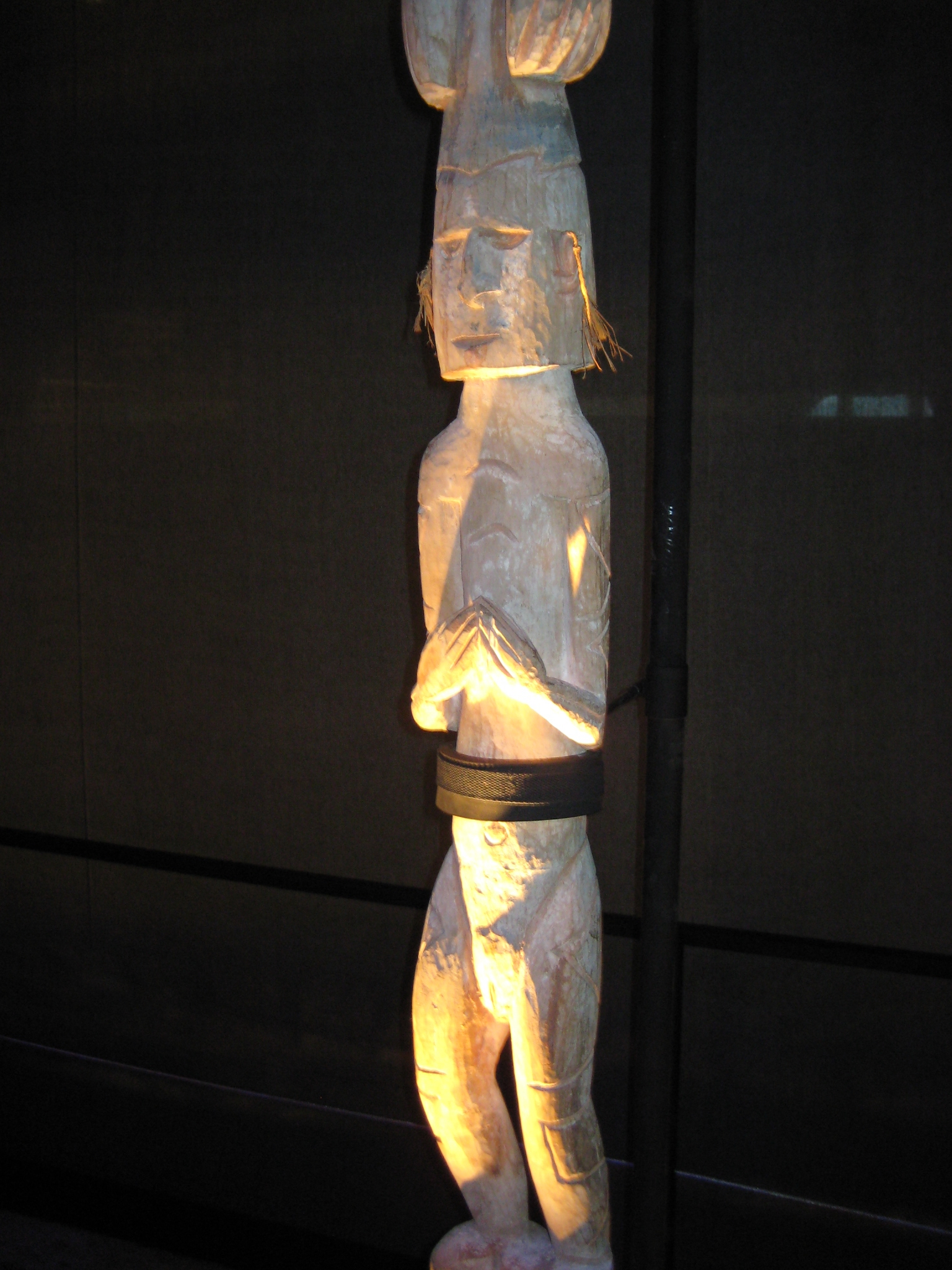
Parte de un poste Bisj.

Bisj es un artefacto ritual creado y utilizado por el pueblo Asmat del suroeste de Nueva Guinea. Los postes Bisj pueden erigirse como un acto de venganza, para rendir homenaje a los antepasados, para calmar los espíritus de los difuntos y para aportar armonía y fuerza espiritual a la comunidad.
Objetos similares a los Bisj se encuentran en muchos pueblos de las islas del Pacífico Sur, como los de Nueva Zelanda y Vanuatu.

## Diseño
Tallados en una sola pieza de un manglar silvestre, los postes Bisj pueden alcanzar alturas de hasta 7,62 m (25 pies). Sus tallas representan figuras humanas superpuestas, así como figuras de animales, símbolos fálicos y tallas en forma de proa de canoa.

## Propósito
Los postes Bisj son tallados por artesanos religiosos de Asmat (wow-ipits) después de que un miembro de su tribu o comunidad había sido asesinado y cazado por una tribu enemiga. Los Asmat participaron en redadas de cacería de cabezas y canibalismo como rituales.
Los Asmat creían que si un miembro de la comunidad había sido cazado, su espíritu se quedaría en la aldea y causaría desarmonía. Los postes Bisj fueron erigidos para satisfacer a estos espíritus y enviarlos al más allá (Safan) a través del mar.
Muchos rituales incluían los palos de Bisj, incluyendo la danza, el enmascaramiento, el canto y la cacería de cabezas, todo ello realizado por hombres. Los postes Bisj a menudo tenían un receptáculo en la base que estaba destinado a sostener las cabezas de los enemigos en las incursiones de caza de cabezas.
Los símbolos fálicos representaban la fuerza y la virilidad de los antepasados de la comunidad, así como de los guerreros que iban en la misión de búsqueda de cabezas. Los símbolos de la proa de la canoa representaban un barco metafórico que llevaría a los espíritus difuntos a la otra vida. Las figuras humanas representarían a los antepasados fallecidos. Aunque la cacería de cabezas terminó en la región de Asmat en la década de 1970, los postes todavía se utilizan en los rituales de hoy y para el coleccionismo.